# Hydrologie

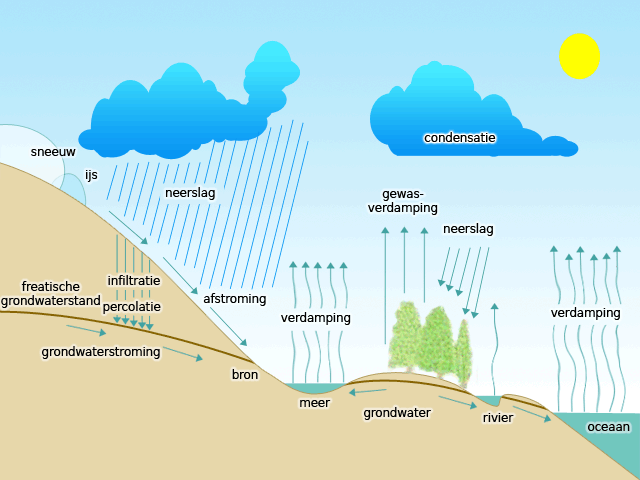
De hydrologische cyclus

Hydrologie is de studie van de hydrosfeer of wel de studie van het gedrag en de eigenschappen van water in de atmosfeer, op en onder het aardoppervlak. Het vakgebied behandelt onder andere:
- Neerslag
- Bodemvochtigheid
- Evapotranspiratie (verdamping + verdamping door gewassen)
- Grondwaterstroming
- Het evenwicht tussen smelt en groei van de ijsmassa's op aarde.

In het waterbeheer wordt dankbaar gebruikgemaakt van de kennis uit de hydrologie. Met behulp van die kennis kan worden gegarandeerd dat bewoonde en landbouwgebieden beschikking hebben over voldoende water van goede kwaliteit, en dat ze veilig zijn voor overstromingen.
De hydrologische cyclus vormt de basis voor het vakgebied van de hydrologie. Die beschrijft de weg die het water aflegt door de atmosfeer (in de vorm van waterdamp en wolken), naar de aarde (als neerslag), over en door de bodem (beken, rivieren en grondwater), naar een zee of oceaan en weer terug naar de atmosfeer (door verdamping).
De hydrologie kent twee belangrijke deelgebieden:
- Oppervlaktewaterhydrologie
- Grondwaterhydrologie

Gerelateerde vakgebieden:
- Ecohydrologie, die de relatie tussen ecologische en hydrologische systemen onderzoekt
- Hydraulica, die de fysica van stromend water onderzoekt
- Hydrografie, die oceanen, zeeën, meren en rivieren en het gedrag van deze wateren beschrijft en onderzoekt
- Hydrogeologie, die hydrologie in verband brengt met geologie
- Hydrometrie, het meten van waterhoogten, debieten, stroomsnelheden en waterhoeveelheden